# بطريق الجلد

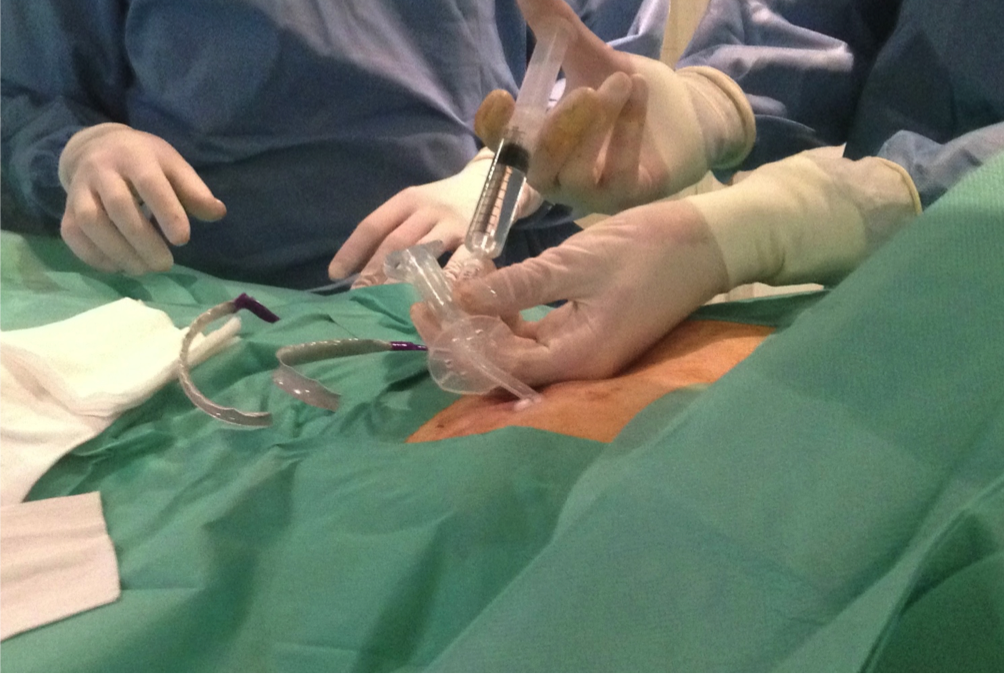

في الجراحة، يتعلق أسلوب عن طريق الجلد بأي إجراءٍ طبي حيث يتم الوصول إلى الأعضاء الداخلية أو الأنسجة الأخرى عن طريق وخز إبرة في الجلد، بدلاً من استخدام أحد أساليب «الفتح» حيث يتم كشف الأعضاء الداخلية أو الأنسجة (عادةً باستخدام المبضع).
ويشيع استخدام أسلوب عن طريق الجلد في العمليات الخاصة بالأوعية الدموية. ويتضمن ذلك إدخال قثطار إبري للوصول إلى الأوعية الدموية، يتبعه إدخال سلك خلال تجويف الإبرة. ومن خلال هذه الأسلاك يمكن وضع قثطرة أخرى في الأوعية الدموية. وتُعْرَف هذه التقنية باسم طريقة سيلدينغر المُعَدَّلة.
وبصورةٍ أعم، فإن معنى «عن طريق الجلد»، بالرجوع إلى جذورها اللاتينية، هو «من خلال الجلد». ومن أمثلة ذلك، امتصاص العقار عن طريق الجلد من الأدوية الموضعية. وفي كثيرٍ من الأحيان، يُستخدم هذا الأسلوب عادةً في إشارةٍ إلى موضع الأجهزة الطبية باستخدام أسلوب البزل بالإبرة.
وبشكلٍ عام، يشير أسلوب «عن طريق الجلد» إلى طريقة وصول الإجراء الطبي، حيث يتم إدخال الجهاز الطبي في الأوعية الدموية للمريض عن طريق الوخز بالإبرة. يُعرف هذا الأسلوب عادةً باسم طريقة سيلدينغر تيمنًا باسم الدكتور سفين ايفار سيلدينغر. وينطوي هذا الأسلوب على وضع إبرة خلال الجلد وصولاً إلى الوعاء الدموي، مثل الشريان أو الوريد، حتى تحدث إعادة النزف مرةً أخرى. ويلي ذلك إدخال «سلك مدخال توجيهي» مرن لتحديد المسار خلال الجلد وصولاً إلى الممر أو «التجويف الشرياني» للوعاء الدموي. بعد ذلك يتم استبدال الإبرة بـ«غمد المدخال»، وهو أنبوب صغير يتم الدفع به عبر سلك المدخال التوجيهي في الوعاء الدموي. ويتم إخراج سلك المدخال التوجيهي، واستبداله بالقثطرة أو جهاز طبي آخر يتم استخدامه لتوصيل الأدوية أو زرع الأجهزة الطبية، مثل المرشح أو الدعامات في الأوعية الدموية.
وتكمن فائدة أسلوب الوصول عن طريق الجلد في سهولة إدخال الأجهزة في جسم المريض دون إحداث جروح عميقة، والتي قد تكون مؤلمة، وفي بعض الحالات يمكن أن تؤدي إلي حدوث نزيف أو التعرض للعدوى. حيث لا يتطلب الوصول عن طريق الجلد سوى فتحة صغيرة جدًا من خلال الجلد، والتي تلتئم بسهولةٍ وتشفى بسرعةٍ كبيرةٍ مقارنة بالشق الجراحي العميق.
يشير أسلوب الوصول والإجراءات عن طريق الجلد كثيرًا إلى إجراءات القثطرة، مثل النفخ لرأب الوِعاءِ عَبْرَ اللُّمْعَةِ مِن خِلالِ الجِلْد، وتركيب الدعامات، وتركيب المرشح، والاجتثاث القلبي، وإجراءات القثطرة الطرفية أو الوعائية العصبية، ولكنه يشير أيضًا إلى جهاز يتم زرعه في الجسم، مثل مضخة القلب (LVAD)، ويتلقى شحناته الكهربائية من خلال موصل يمر من خلال الجلد إلى حزمة بطارية خارج الجسم.